# Propriété mentale
Une propriété mentale ou  propriété de l'esprit est une propriété d'un ou de l'esprit. Le terme est essentiellement employé en philosophie de l'esprit, sans préjudice quant au statut ontologique des propriétés mentales. On peut prendre pour exemple les propriétés générales telle que la possibilité de penser ou de se souvenir, ou des actes plus spécifiques comme « avoir une pensée relative à Paris ». Le terme est souvent employé dans le contexte du problème corps-esprit. Pour les physicalistes (non éliminationnistes), les propriétés mentales sont une espèce de propriétés de haut niveau qui peuvent être comprises en termes de subtiles activités neurologiques. D'un autre côté, les partisans du dualisme de propriétés, prétendent qu'aucune explication réductive de cette sorte n'est possible. Les tenants de l'éliminativisme peuvent rejeter l'existence des propriétés mentales ou tout au moins de celles correspondant aux catégories de la psychologie naïve telles que la pense ou la mémoire. Certains philosophes cherchent à trouver une caractéristique unificatrice pour les propriétés mentales généralement reconnues : un exemple célèbre est l'allégation de Franz Brentano que toutes les propriétés mentales sont caractérisées par l'intentionnalité.

## Source de la traduction
- (en) Cet article est partiellement ou en totalité issu de l’article de Wikipédia en anglais intitulé « Mental property » (voir la liste des auteurs).